# Hipposideros fuliginosus
Hipposideros fuliginosus là một loài động vật có vú trong họ Dơi nếp mũi, bộ Dơi. Loài này được Temminck mô tả năm 1853.